# Сьоміна Тамара Петрівна
Тамара Петрівна Сьоміна (справжнє ім'я — Октябрина Баханова; * 25 жовтня 1938, Льгов, Курська область, Російська СФРР) — російська акторка. Народна артистка Росії (1978).

## Життєпис
Народилась 25 жовтня 1938 року в місті Льгові Курської області (Росія). Закінчила Всесоюзний державний інститут кінематографії (1961, майстерня О.Пижової). Працює в Театрі-студії кіноактора.
Знялась у фільмах: «Воскресіння» (Катюша Маслова), «Все починається з дороги» (Валя), «День щастя» (Шура), «Вічний поклик» (Анфіса), «Хто приходить у зимовий вечір...», «А у нас була тиша...» тощо. Грала Наталку в українській кінокартині «Два Федора» (1958, дебют у кіно).
Підтримала російську агресію в Україну. Відома своїм негативним висловом на від'їзд Івана Урганта (онука її подруги) за кордон "Одним гадом менше".